# Matt Stover
Pour les articles homonymes, voir Stover.
(en) Statistiques sur pro-football-reference
John Matthew « Matt » Stover, né le 27 janvier 1968 à Dallas, est un joueur américain de football américain évoluant au poste de kicker en National Football League.

## Carrière universitaire
Avant de rejoindre la NFL, Stover suivi des cours à l'Université de Louisiana Tech, où il rejoignit le chapitre Alpha Omega de la fraternité Delta Kappa Epsilon et en devint vice-president. Il y obtenu un diplôme en marketing. Durant sa carrière universitaire, Matt réussi 64 de ses 88 tentatives de field goals. En tant que deuxième année, lors d'un match contre Texas A&M, il botta un field goal de 57 yards. Il fut chargé de tirer les punts pour son équipe lors de sa quatrième année universitaire, il en frappa 36 pour un gain total de 1.277 yards (soit 34,1 yards en moyenne par punt). Il quitta Louisiana Tech après avoir marqué 262 points et avoir exécuté sept field goals d'au moins 50 yards. Stover détient le record NCAA du plus de punts tirés dans un seul match (16) contre les Warhawks de Louisiana-Monroe, le 18 novembre 1988.

## Carrière professionnelle

### Giants de New York
Stover fut drafté par les Giants de New York à la 329e position (au 12e tour) de la Draft NFL de 1990. Il a été blessé toute la saison et fut placé sur la liste des joueurs réserviste la même saison que les Giants gagnèrent le Super Bowl XXV.

### Browns de Cleveland
Stover signa avec les Browns de Cleveland en 1991 et joua avec ces derniers durant cinq saisons.

### Ravens de Baltimore
En 1996 les Browns déménagèrent à Baltimore et devinrent les Ravens de Baltimore. Stover y joua la majorité de sa carrière. En 2000, alors que les Ravens ne marquèrent pas de touchdown lors de cinq matches consécutifs, Matt Stover, qui fut sélectionné cette année-là pour le Pro Bowl, inscrivit tous les points de son équipe. Stover reçu une bague de vainqueur du Super Bowl la même année lorsque les Ravens battirent son ancienne équipe, les Giants de New York au Super Bowl XXXV.
Avec l'équipe de Baltimore Stover, enregistra plusieurs records et marqua le field goal gagnant du 18e match de la saison 2008. Matt marqua de 43 yards et permit à son équipe de battre les Titans du Tennessee lors de la finale de la division AFC. Ce fut le dernier field goal de Matt Stover en tant que Raven car à la fin de cette saison les Ravens décidèrent de ne pas prolonger son contrat avec eux.
Le 20 novembre 2011, Stover fut introduit au Ring of Honor des Ravens, lors d'une cérémonie à la mi-temps du match contre les Bengals de Cincinnati au M&T Bank Stadium. Cette distinction récompense ses résultats avec les Ravens de Baltimore.

### Colts d'Indianapolis
Stover signa en tant qu'agent libre avec les Colts d'Indianapolis un contrat de quelques mois au milieu de la saison NFL 2009 pour remplacer Adam Vinatieri qui était blessé. À Indianapolis, Stover participa à deux victoires de sa nouvelle équipe contre ses anciens coéquipiers des Ravens et il aida les Colts à aller au Super Bowl XLIV, à l'âge de 42 ans. Cela fait de lui le plus vieux joueur de l'histoire à participer à un Super Bowl. Néanmoins il ne signa pas de nouveau contrat avec les Colts à la fin de la saison.

### Retraite
Stover annonça sa retraite sportive le 25 mai 2011 au centre d'entraînement des Ravens de Baltimore. À ce moment-là il était le dernier joueur restant de l'effectif original des Browns de Cleveland encore actif en NFL, et était aussi le dernier Raven à avoir joué pour la franchise avant leur relocalisation. Au moment de sa retraite il était le quatrième meilleur marqueur de la NFL.

### Records NFL
- Sixième meilleur marqueur de la NFL : 2.004 points[6]
- Le plus d'extra points marqués consécutivement : 469[7]
- Le plus de matchs consécutifs en ayant marqué au moins un field goal : 38[7]
- le plus vieux joueur à avoir participé à un Super Bowl: 42 ans et 11 jours[7],[8]
- le plus vieux joueur à avoir marqué dans un Super Bowl: 42 ans et 11 jours[7]

### Record de franchise avec les Ravens
- Le plus de field goals marqués : 354

## Statistiques
| Année  | Équipe | MJ     |        | Field goals | Field goals | Field goals | Field goals |         | Extra Points | Extra Points | Extra Points |      | Punt | Punt | Punt |
| Année  | Équipe | MJ     | Tentés | Réussis     | %           | Long        | Tentés      | Réussis | %            | Tentés       | Yards        | Moy. |      |      |      |
| 1991   | Browns | 16     | 22     | 16          | 72,7        | 55          | 34          | 33      | 97,1         |              |              |      |      |      |      |
| 1992   | Browns | 16     | 29     | 21          | 72,4        | 51          | 30          | 29      | 96,7         |              |              |      |      |      |      |
| 1993   | Browns | 16     | 22     | 16          | 72,7        | 53          | 36          | 36      | 100          |              |              |      |      |      |      |
| 1994   | Browns | 16     | 28     | 26          | 92,9        | 45          | 32          | 32      | 100          |              |              |      |      |      |      |
| 1995   | Browns | 16     | 33     | 29          | 87,9        | 47          | 26          | 26      | 100          |              |              |      |      |      |      |
| 1996   | Ravens | 16     | 25     | 19          | 76          | 50          | 35          | 34      | 97,1         |              |              |      |      |      |      |
| 1997   | Ravens | 16     | 34     | 26          | 76,5        | 47          | 32          | 32      | 100          |              |              |      |      |      |      |
| 1998   | Ravens | 16     | 28     | 21          | 75          | 48          | 24          | 24      | 100          |              |              |      |      |      |      |
| 1999   | Ravens | 16     | 33     | 28          | 84,8        | 50          | 32          | 32      | 100          |              |              |      |      |      |      |
| 2000   | Ravens | 16     | 39     | 35          | 89,7        | 51          | 30          | 30      | 100          |              |              |      |      |      |      |
| 2001   | Ravens | 16     | 35     | 30          | 85,7        | 49          | 25          | 25      | 100          |              |              |      |      |      |      |
| 2002   | Ravens | 15     | 25     | 21          | 84          | 51          | 33          | 33      | 100          | 1            | 33           | 33   |      |      |      |
| 2003   | Ravens | 16     | 38     | 33          | 86,8        | 49          | 35          | 35      | 100          | 1            | 34           | 34   |      |      |      |
| 2004   | Ravens | 16     | 32     | 29          | 90,6        | 50          | 30          | 30      | 100          | 1            | 33           | 33   |      |      |      |
| 2005   | Ravens | 16     | 34     | 30          | 88,2        | 49          | 23          | 23      | 100          |              |              |      |      |      |      |
| 2006   | Ravens | 16     | 30     | 28          | 93,3        | 52          | 37          | 37      | 100          |              |              |      |      |      |      |
| 2007   | Ravens | 16     | 32     | 27          | 84,4        | 49          | 26          | 26      | 100          |              |              |      |      |      |      |
| 2008   | Ravens | 16     | 33     | 27          | 81,8        | 47          | 41          | 41      | 100          |              |              |      |      |      |      |
| 2009   | Colts  | 10     | 11     | 9           | 81,8        | 43          | 33          | 33      | 100          |              |              |      |      |      |      |
| Totaux | Totaux | Totaux | 563    | 471         | 83,7        | 55          | 594         | 591     | 99,5         | 3            | 100          | 33,3 |      |      |      |